# Alba de Tormes
Alba de Tormes es un municipio y localidad española de la provincia de Salamanca, en la comunidad autónoma de Castilla y León. Se distingue como el núcleo de población más importante del este del Campo Charro y se considera la capital o centro de servicios de la comarca que lleva su nombre, la Tierra de Alba. Pertenece al partido judicial de Salamanca y a la Mancomunidad Rutas de Alba.
Su término municipal está formado por las localidades de Alba de Tormes, Amatos, El Pinar, Palomares y Torrejón, ocupa una superficie total de 46,51 km² y según los datos del censo de población elaborado por el INE en el año 2021, cuenta con 5164 habitantes.

## Geografía
Limita al norte con el municipio de Garcihernández, al este con el municipio de Aldeaseca de Alba, al sureste con el municipio de Navales, al sur con el municipio de Encinas de Arriba, al suroeste con el municipio de Martinamor y al oeste con el municipio de Terradillos.
| Noroeste: Terradillos | Norte: Garcihernández  | Nordeste: Garcihernández |
| Oeste: Terradillos    |                        | Este: Aldeaseca de Alba  |
| Suroeste: Martinamor  | Sur: Encinas de Arriba | Sureste: Navales         |

El territorio del municipio es completamente llano; aunque hay pequeñas lomas y cerros que se levanta sobre el terreno. Hacia el suroeste del municipio; haciendo frontera con Valdemierque; se encuentra el pico de Velaviejo; con una altura de unos 957 metros, techo del municipio. La roca predominante es la arcilla; indicando que el suelo que se asienta la ciudad y los demás pueblos que pertenece al municipio es bastante antiguo, aunque el río Tormes ha modificado la zona debido a que ha cambiado de curso, formando depósitos aluviales que datan del Cuaternario.

### Hidrografía
Aparte del río Tormes; que cruza el municipio. El arroyo de Alba o Fontanilla de los Carazos; atraviesa la zona sur del municipio, naciendo en el paraje de los Pocillos, haciendo límite con Aldeaseca de Alba y atravesando campos de cultivos hasta desembocar en el Tormes, a la altura del polideportivo de la ciudad, al sur. 
Al norte del municipio; se encuentra el embalse de Villagonzalo.

### Clima
El clima de la zona es mediterráneo continental; donde suele llover de vez en cuando, con inviernos fríos y veranos muy suaves.

## Historia

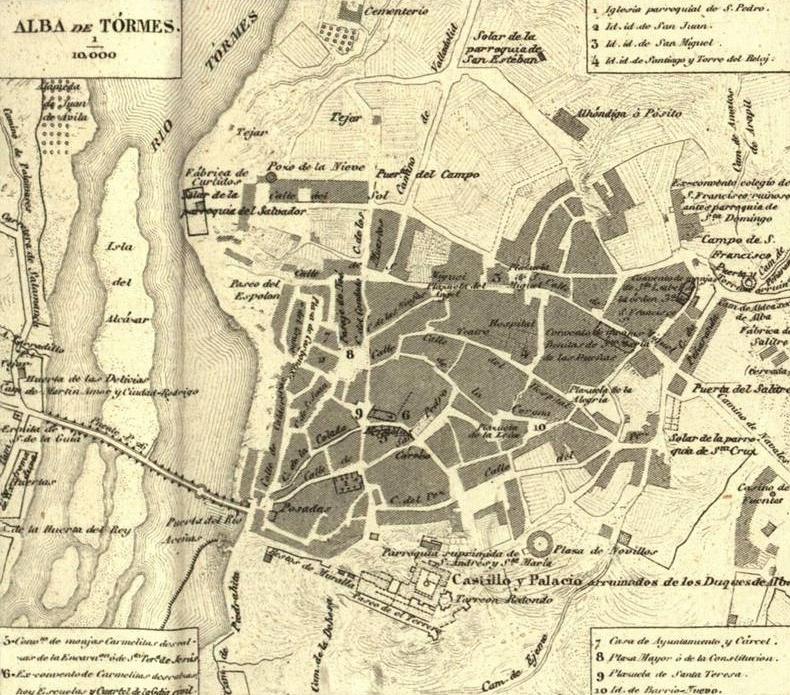
Mapa de la ciudad publicado en 1867 y realizado por Francisco Coello

Alba de Tormes es un municipio histórico; se sabe que fue fundado por los vacceos durante la edad de hierro como un gran castro llamado Alvia, y que fue colonizado por los romanos, y después, por los musulmanes. Su repoblación fue llevada a cabo por los reyes de León en la Edad Media, quienes crearon el concejo de Alba, del que pasaron a depender los pueblos de la comarca y cuya capital era Alba de Tormes, excelentemente situada para controlar el paso del Tormes, formando parte el concejo albense del Reino de León. El Alfoz de Alba de Tormes estuvo dividido en varios cuartos: Cantalberque, Allende el Río, Rialmar y la propia villa de Alba de Tormes y sus anejos. Por otro lado, el 4 de julio de 1140 el rey Alfonso VII de León otorgó a la villa de Alba un Fuero propio.
Debido a su cercanía a la frontera entre los reinos de León y Castilla, así como a su importancia estratégica y militar, en el año 1196 Alba de Tormes fue atacada y saqueada por las tropas castellanas. Un hecho que motivó que el rey Alfonso IX de León acometiese una nueva repoblación de la villa, confirmando y actualizando los Fueros otorgados previamente por su abuelo Alfonso VII.
Debido a su importancia, el alfoz de Alba fue un señorío de realengo dependiente de la monarquía leonesa. A finales del siglo XIII, cuando los reinos de León y Castilla se habían unido ya definitivamente bajo una misma corona, el alfoz de Alba perteneció al infante Don Pedro, hijo de Alfonso X el Sabio y de la reina Violante de Aragón.
Posteriormente, Alba de Tormes pasó a manos de Alfonso de la Cerda, que era hijo del infante Fernando de la Cerda y nieto de Alfonso X, y estuvo en su poder hasta el año 1312, en que el rey Fernando IV la incorporó al realengo junto con la villa de Béjar.
En 1429 el rey Juan II la entregó al obispo Gutierre Álvarez de Toledo, de la casa de Álvarez de Toledo, tomando así el título de señor de la villa de Alba de Tormes. A partir de ese momento la historia de la villa estuvo ligada a la casa de Alba. El vertiginoso ascenso familiar fue acompañado asimismo por la elevación del señorío a Condado de Alba de Tormes en 1439 y finalmente transformado en Ducado de Alba de Tormes desde 1472, título nobiliario otorgado por el rey Enrique IV a favor de García Álvarez de Toledo y Carrillo de Toledo, quien se convertiría así en el I duque de Alba.

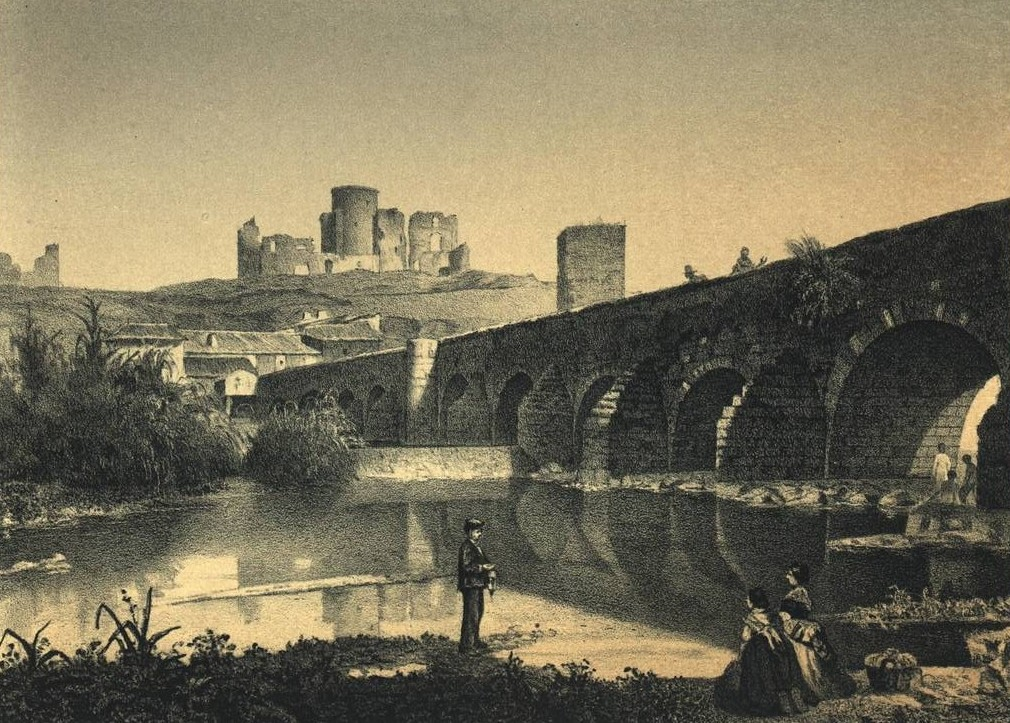
Puente y restos del castillo en 1865, por Francisco Javier Parcerisa

En 1571, santa Teresa de Jesús fundó su octavo convento de la Orden de Nuestra Señora del Monte Carmelo u Orden de las Carmelitas, donde falleció el 4 de octubre de 1582 y en cuyo retablo mayor se expone a la veneración de los peregrinos su cuerpo incorrupto.
En 1812 la ciudad fue testigo de una batalla, una de las más famosas de la guerra de la Independencia, en la que los franceses intentaron conquistar la ciudad mientras el ejército sublevado y la fuerza británica hicieron todo lo posible para que el ejército napoleónico no conquistara la ciudad. Los franceses salieron victoriosos, obligando a retirarse al ejército de Wellington y tomando la ciudad, que quedó destruida por los cañones que usaron para hacer retroceder a los independentistas. 
Con la creación de las actuales provincias en 1833, Alba de Tormes quedó encuadrada en la provincia de Salamanca, dentro de la Región Leonesa, siendo cabeza de su propio partido judicial hasta la desaparición de este y su integración en el de Salamanca.

## Demografía
Alba de Tormes cuenta con una población de 5122 habitantes (INE 2024).
| Gráfica de evolución demográfica de Alba de Tormes entre 1842 y 2021                                                |
| |
| Población de derecho según los censos de población del INE Población de hecho según los censos de población del INE |

Según el Instituto Nacional de Estadística, Alba tenía, a 31 de diciembre de 2018, una población de 5166 habitantes, de los cuales 2591 eran hombres y 2575 mujeres. Respecto al año 2000, el censo refleja 4650 habitantes, de los cuales 2290 eran hombres y 2364 mujeres. Por lo tanto, la pérdida de población en el municipio para el periodo 2000-2018 ha sido de 516 habitantes, un 10% de descenso.
El municipio se divide en cinco núcleos de población. De los 5166 habitantes que poseía el municipio en 2018, Alba contaba con 4895, El Pinar de Alba con 199, Torrejón de Alba con 41, Amatos de Alba con 25 y Palomares de Alba 6.

## Economía
Aparte de vivir del turismo; también se vive de la agricultura, con cultivos de cereales, verduras, remolacha y patatas. Debido a ello; se asienta varias empresas de industria alimentaria; especializado en las patatas y en la elaboración de aceites. 
También cuenta con pequeñas empresas de embutidos.

## Cultura

### Patrimonio

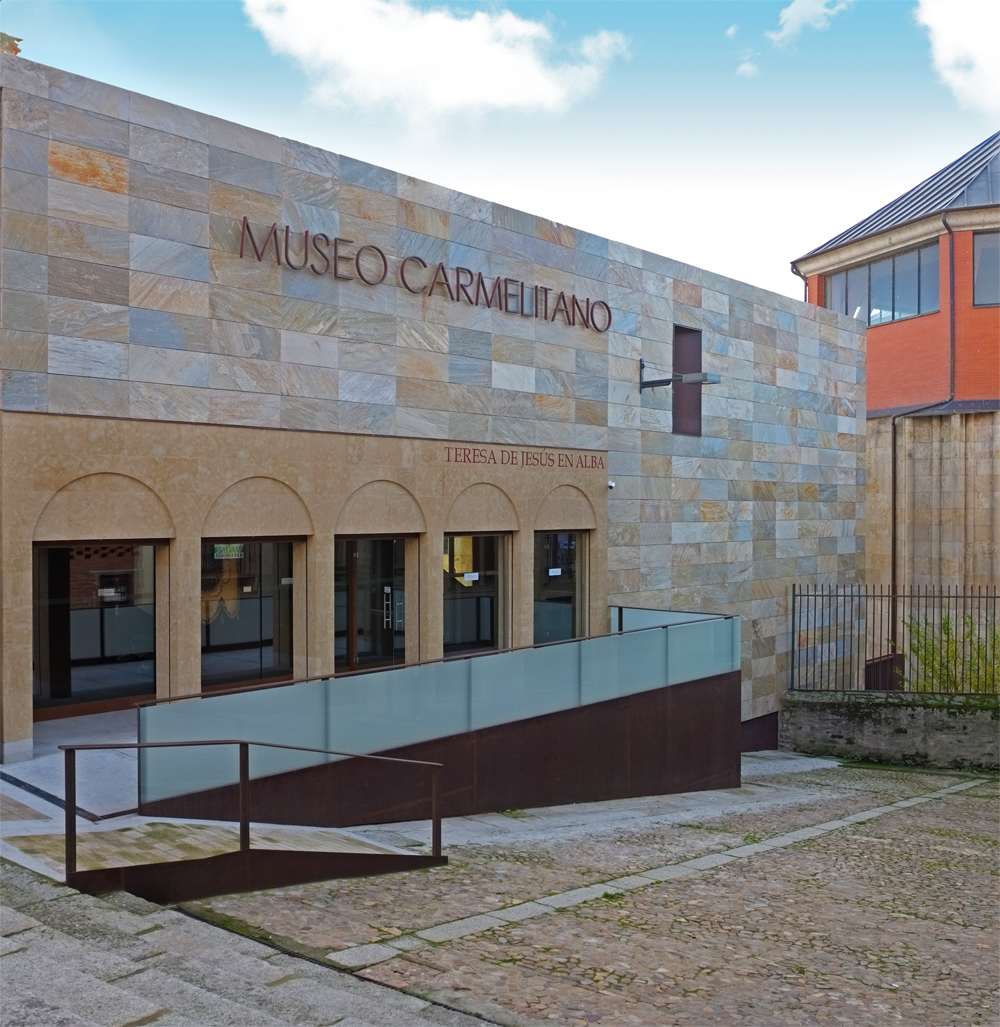
Museo Carmelitano

#### Museo Carmelitano
Situado en el convento de Madres Carmelitas de la Anunciación, donde se halla el sepulcro de santa Teresa de Jesús, quien impulsó entre 1562 y 1582 una profunda reforma del Carmelo creando 16 conventos de monjas (17 si tenemos en cuenta el frustrado de Pastrana) y dos de frailes, y propiciando carmelos en los que las monjas se volcasen en la oración, fuesen cultas, e iguales entre sí. A mitad de camino en número y años del peregrinar fundando de una santa definida como inquieta y andariega, está la fundación en 1571 del octavo de sus carmelos, en el que se conservan en el retablo mayor el sepulcro, brazo y corazón de Teresa que aquí murió el 4 de octubre de 1582. Impulsaron la fundación como patronos Francisco Vázquez y Teresa de Laíz, el primero cristiano nuevo y receptor en la Universidad de Salamanca, la segunda, mujer de peculiar carácter que al no tener hijos empujó al contador y a su propia familia (los Aponte) a fundar este convento. Juana de Ahumada (hermana menor de la Santa) y su marido Juan de Ovalle, que vivían en la villa, mediaron en la fundación. La misma Teresa indica: «Púsose el Santísimo Sacramento e hízose la fundación día de la conversión de san Pablo, año de 1571, para gloria y honra de Dios, adonde –a mi parecer– es su Majestad muy servido. Plega a él lo lleve siempre adelante».
Antes, el 3 de diciembre de 1570 se otorga la Escritura de Fundación estableciendo que los fundadores darán las casas en las que viven, y otras. Más diversas donaciones y juros, y harán «la capilla e altares della e cuerpo de Yglesia a su costa». Una tradición albense sitúa a Teresa en Alba en enero de 1571, supervisando las obras conventuales a las que Juan de la Cruz ayudaba con sus manos como albañil, con la oración y confesando a las monjas. Construyó a la vez el convento material y el espiritual, poco más de un siglo después se levantó frente al de monjas el convento de frailes, el primero dedicado a Juan de la Cruz.

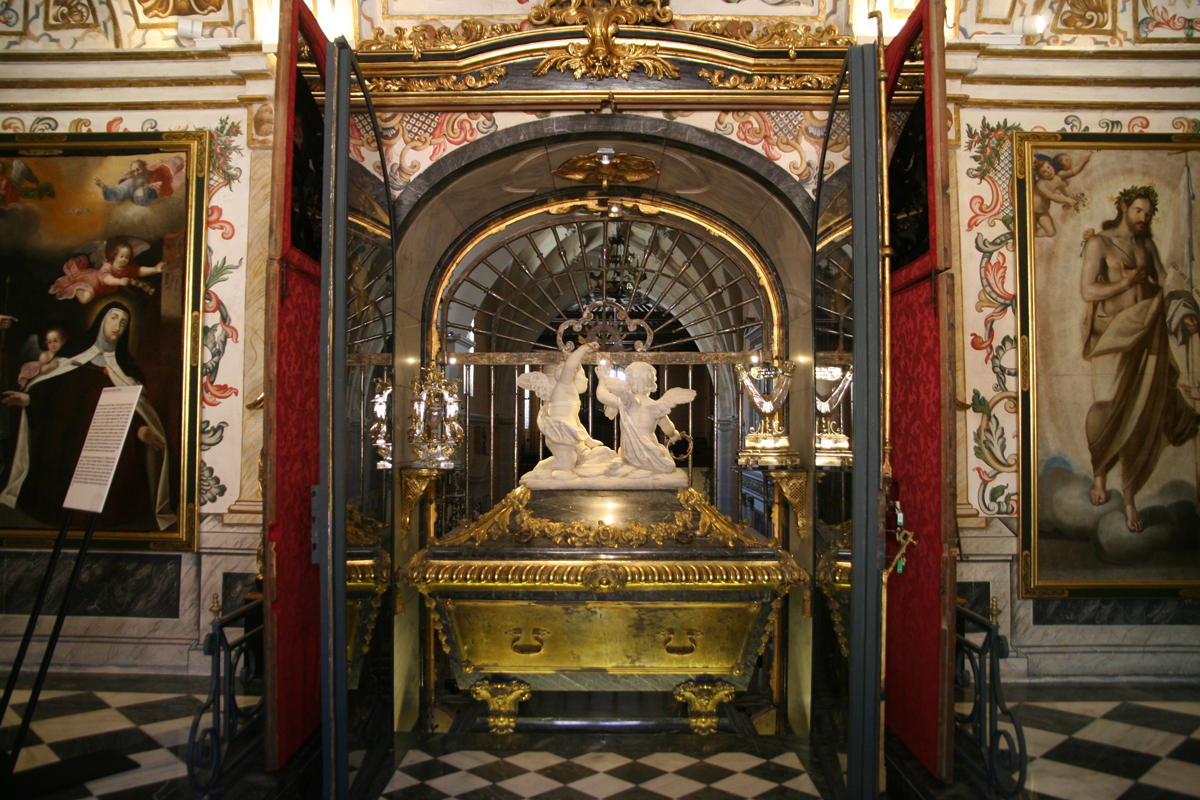
Sepulcro de Santa Teresa de Jesús en el Museo. Aquí se conserva su cuerpo incorrupto, y dos de sus reliquias más insignes: el brazo izquierdo y su corazón

La casa e iglesia de Alba testimonian que Santa Teresa partía de premisas claras que postulaban una arquitectura a la que cuadraban por igual los adjetivos de austera y esencial. Y su templo tiene dos partes claramente diferenciadas:
La primitiva hecha entre 1571 y 1582, interiormente llegaba hasta el actual púlpito e incluye nave y anterior capilla mayor. La actual nave es alargada y tiene armadura de madera atirantada, más una primitiva capilla mayor cuadrada, que cubre con bóveda nervada con combados y claves ornadas que señalan es obra trazada por Rodrigo Gil de Hontañón.
La segunda contempla la sacristía, crucero, cúpula y presbiterio, con sus correspondientes retablos, más dos camarines (alto y bajo), producto de una ampliación barroca hecha entre 1670 y 1680. Tras la muerte de Santa Teresa, la iglesia -proyectada como panteón del matrimonio fundador- se transformó de facto en su panteón y su sepulcro pasó a ser motor de las reformas del templo. Con la canonización de 1622, el culto aumentó considerablemente, resultando la pequeña iglesia insuficiente para acoger a los peregrinos y finalmente se hizo necesario, tras desmontar la anterior capilla mayor y romper el muro del testero de la cabecera antigua, agrandar el templo, lo que se hizo con la ayuda del Felipe IV y su esposa, María de Austria, y por ello esa zona se ha llamado la «Obra Real». El proyectista fue el carmelita Juan de San José (autor de las trazas del convento de Carmelitas de Peñaranda, 1667). 

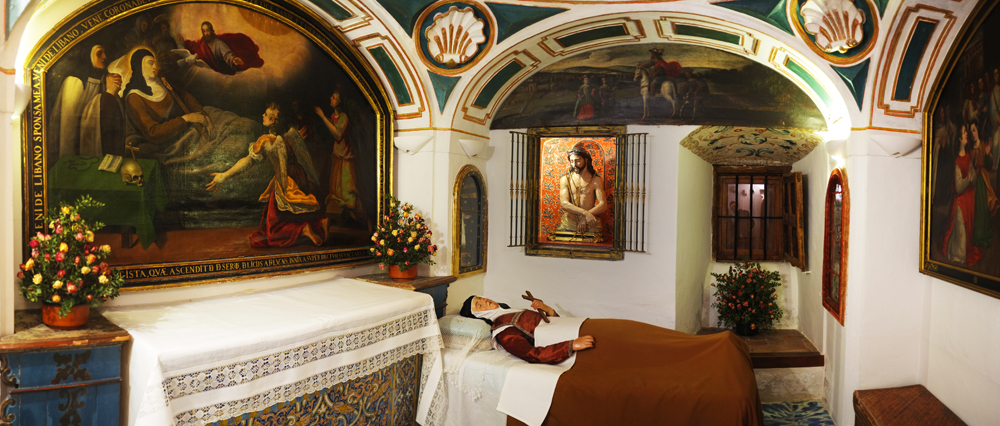
En esta sala pasó sus últimos días Santa Teresa de Jesús

Para el cuerpo de la Santa se reservó en el nuevo retablo mayor el lugar principal sobre el tabernáculo y como transparente y en el cuerpo bajo, tras dos puertas abiertas a ambos lados del altar, se exponían el brazo y el corazón de santa Teresa. El retablo es uno de los más singulares ejemplares de nuestra retablística, y permitía que las monjas venerasen directamente cuerpo, brazo y corazón desde los dos camarines superpuestos (hoy el brazo y el corazón están juntos y pueden verse de una forma privilegiada desde el camarín alto). Como acercamiento a la figura de la Santa y al rico patrimonio artístico del convento se abrió en junio de 2014 el Museo Carmelitano: Teresa de Jesús en Alba de Tormes, que tiene tres ámbitos. En primer lugar una Sala de santa Teresa, que recoge obras de contenido espiritual e incluye la celda donde murió, en la que quedó instalada cuando llegó gravemente enferma el 20 de septiembre de 1582. Otro ámbito del Museo está en los dos citados camarines y salas anexas, y un último espacio en un contiguo edificio de tres plantas que recoge pintura, escultura, orfebrería y ornamentos, estandartes y otros objetas de la vida conventual.

#### Basílica de Santa Teresa

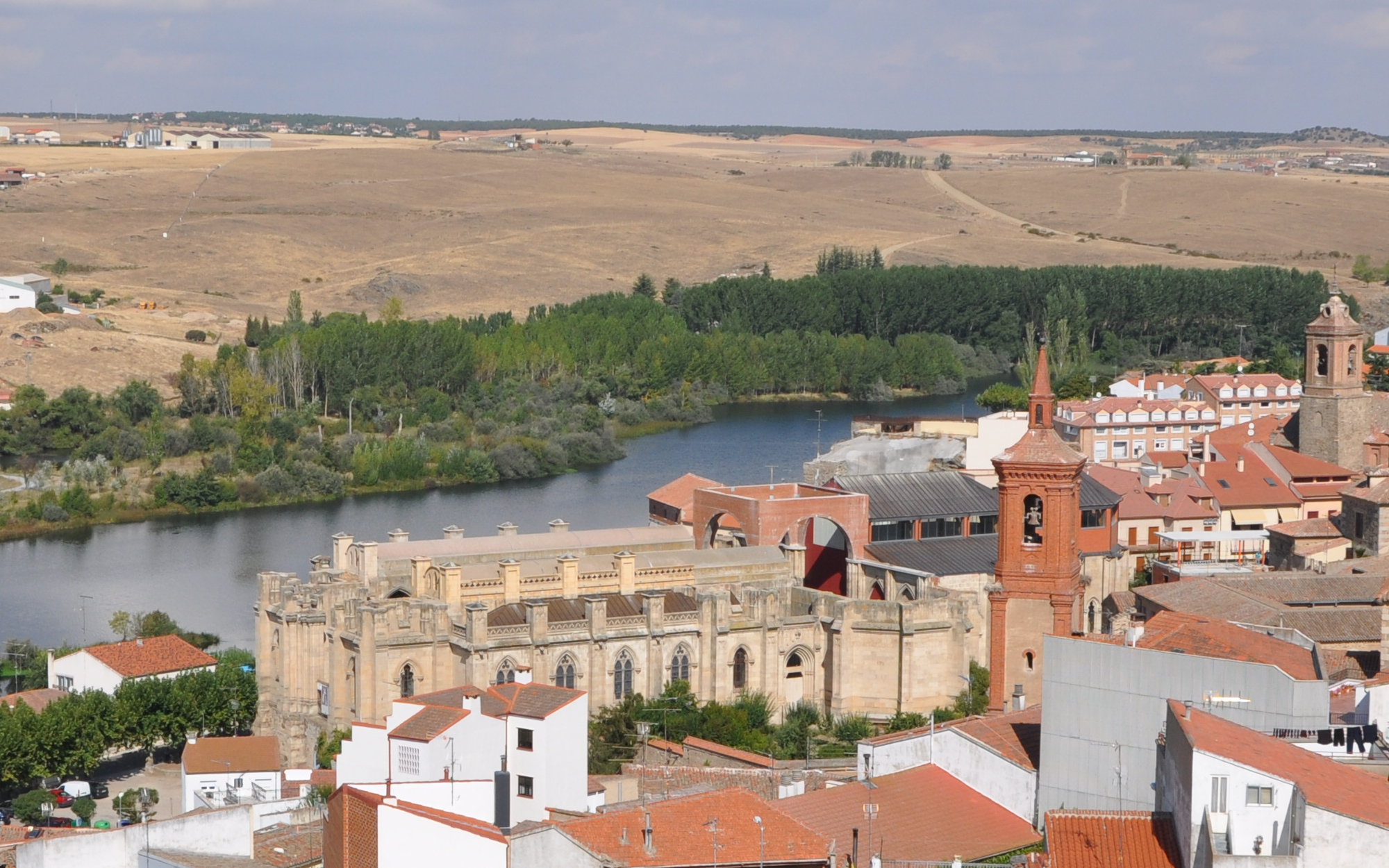
Vista de la inacabada Basílica de Santa Teresa desde el castillo

Del siglo XIX, construida sobre la huerta conventual y algunas casas del pueblo, con el impulso del obispo Tomás Cámara, el 1 de mayo de 1898 se puso la primera piedra de una Basílica Teresiana que proyectó uno de los más destacados representantes del historicismo arquitectónico decimonónico español, Enrique Mª de Repullés y Vargas. Un templo neogótico, con cripta y planta de tres naves, más dos de capillas, crucero con hastiales poligonales, profunda cabecera con girola y una capilla anexa al modo de la burgalesa del Condestable, que confundía su planta baja con la de la girola. Remataba el edificio proyectado un descomunal cimborrio rodeado de cuatro torres, a las que debían sumarse las dos de fachada entre las que se disponía un pórtico doble. Las obras, tras la muerte del obispo Cámara en 1904, fueron a un ritmo muy lento y se pararon en diciembre de 1914, reanudándose entre 1927-1932, en el episcopado de Frutos Valiente. Después volvieron a interrumpirse y entre 2007 y 2010 se retomaron cerrando el presbiterio y la capilla absidal con un proyecto de Ricardo Pérez Rodríguez-Navas que se aleja del de Repullés y Vargas. En el 2015 la Basílica albergó la sede albense de Las Edades del hombre.

#### Castillo de los Duques de Alba

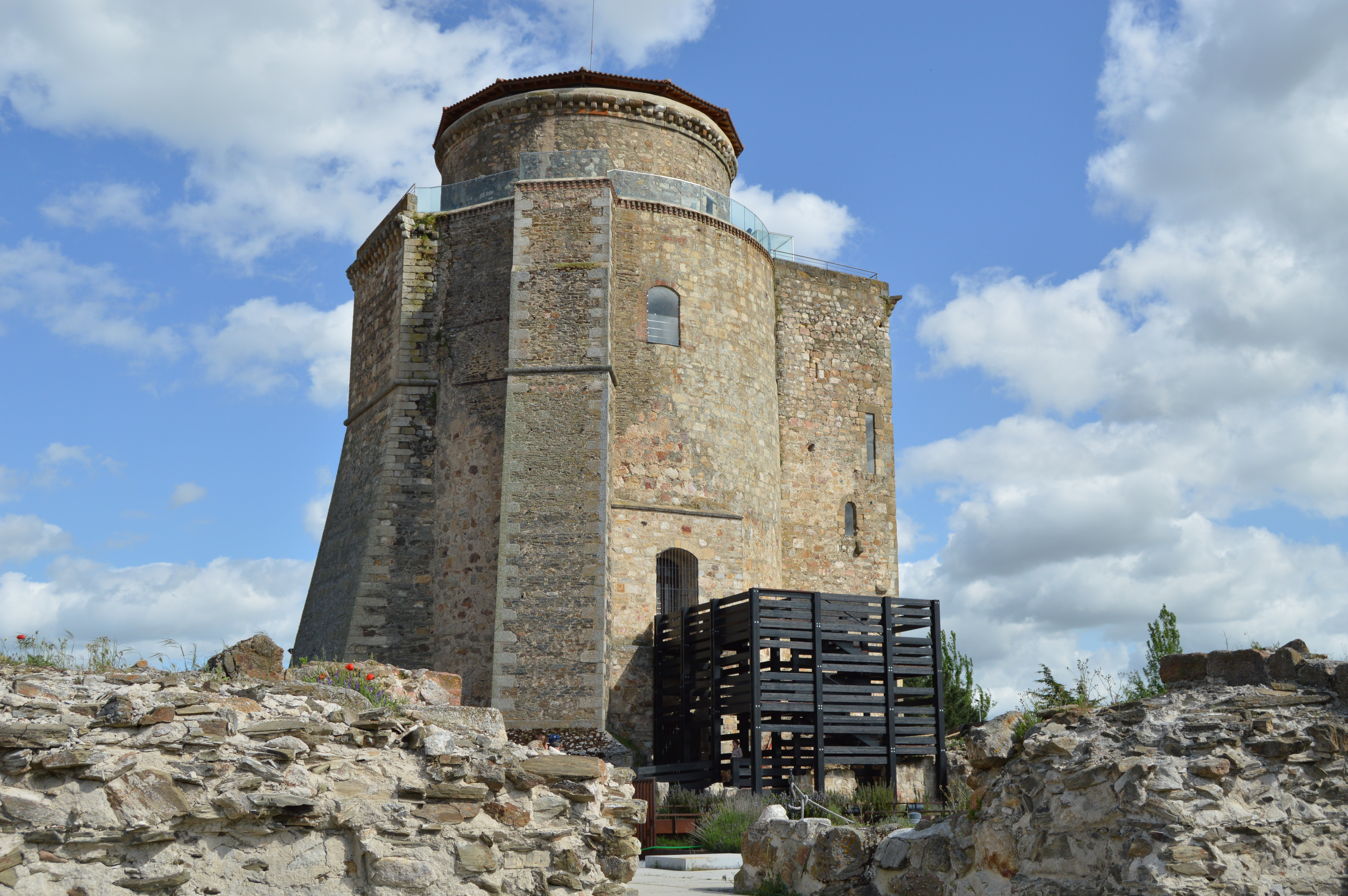
Torre del Homenaje del Castillo de los duques de Alba de Tormes

Se comenzó a construir sobre 1430 y se concluyó en el siglo XVI, siendo desde el momento de su construcción residencia de los duques de Alba de Tormes. Destruido por Julián Sánchez el Charro durante la Guerra de la Independencia, tras haber servido de cuartel a las tropas francesas, al llegar al siglo XX únicamente quedaban en pie algunos lienzos de la muralla y la torre de la Armería o del homenaje, restaurada a mediados del siglo XX cuando el entonces duque, Luis Martínez de Irujo descubrió las pinturas ocultas. La sobriedad de los severos muros de la antigua Torre del Homenaje, contrasta con la grandeza de su interior, donde la Sala de la Armería muestra frescos renacentistas realizados por el italiano Cristóbal Passini. La sala baja alberga una exposición de los restos arqueológicos encontrados en las excavaciones realizadas en el propio castillo en 1993.

#### Iglesia de San Juan
Fue construida a finales del siglo XII y principios del XIII. Es de estilo románico-mudéjar y declarada Monumento Nacional. Alberga en su interior piezas encuadradas dentro de los más variados estilos, entre las que se encuentra el apostolado románico-bizantino de piedra arenisca policromada. La iglesia de San Juan constituye la muestra más destacable de la arquitectura románico-mudéjar, siglo XIII, (fusión del románico y la tradición islámica) que se conserva en la provincia, siendo una de las siete iglesias con que cuenta la villa en la actualidad y de las 18 que a lo largo de la historia llegó a tener, de las cuales, al menos 5 fueron construidas en el mismo estilo, la de Santiago probablemente es la más antigua de todas.

#### Iglesia de San Juan de la Cruz

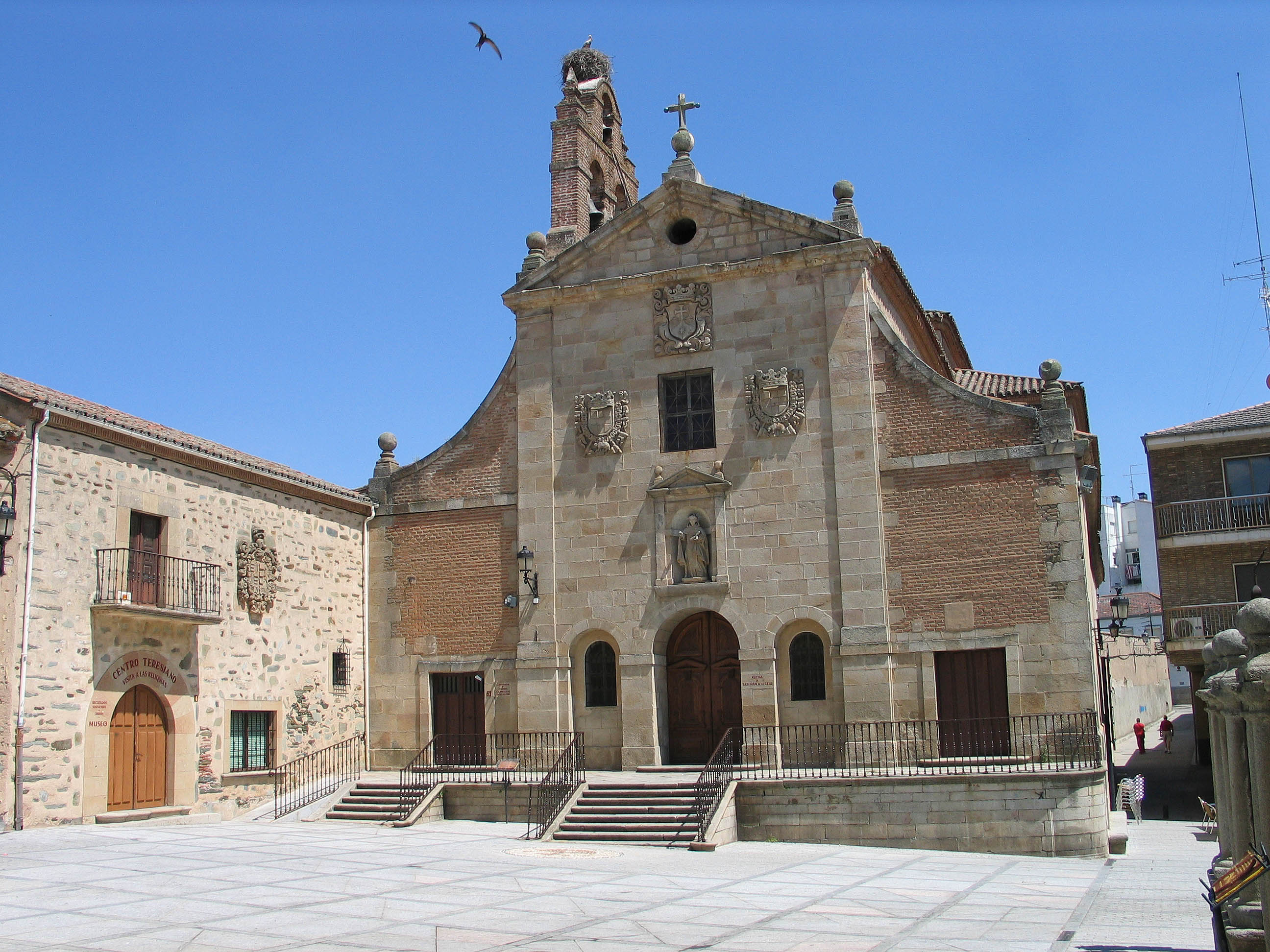
Iglesia de San Juan de la Cruz

Primer templo del mundo dedicado a San Juan de la Cruz, santo carmelitano. La iglesia de San Juan de la Cruz forma parte del convento de los padres carmelitas descalzos. Las trazas del templo fueron realizadas por el carmelita fray Alonso de la Madre de Dios. La planta de la iglesia es de cruz latina y en el interior despuntan los frescos de las pechinas de la cúpula del Crucero.

#### Iglesia de San Pedro
La parroquial de San Pedro fue reedificada en 1577 a costa de Fadrique Álvarez de Toledo y Enríquez de Guzmán, IV duque de Alba, por los destrozos ocasionados por el incendio de 1512. El templo presenta una planta de salón con tres naves y presbiterio rectangular. En el exterior sobresale la portada gótica del templo primitivo, decorada con dos escudos de la casa de Alba, y la torre de ladrillo que se levantó a principios del siglo XX. El interior conserva la escalera del coro, así como, el bajocoro cubierto con bóvedas de crucería, y guarda la talla del Santo Cristo de la Salud o Cristo de San Jerónimo (siglo XVI). Es la sede parroquial de Alba.

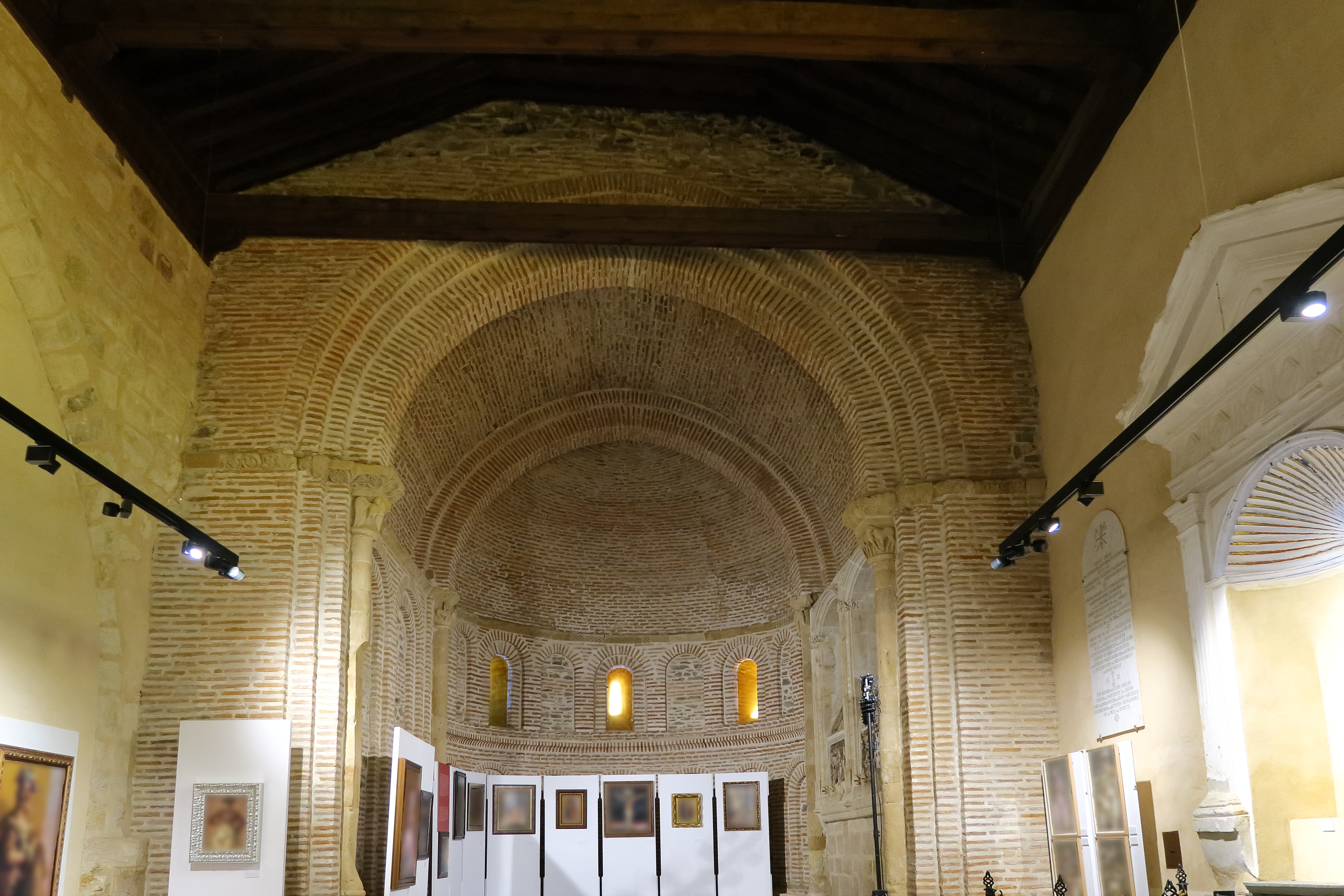
Interior de la Iglesia de Santiago

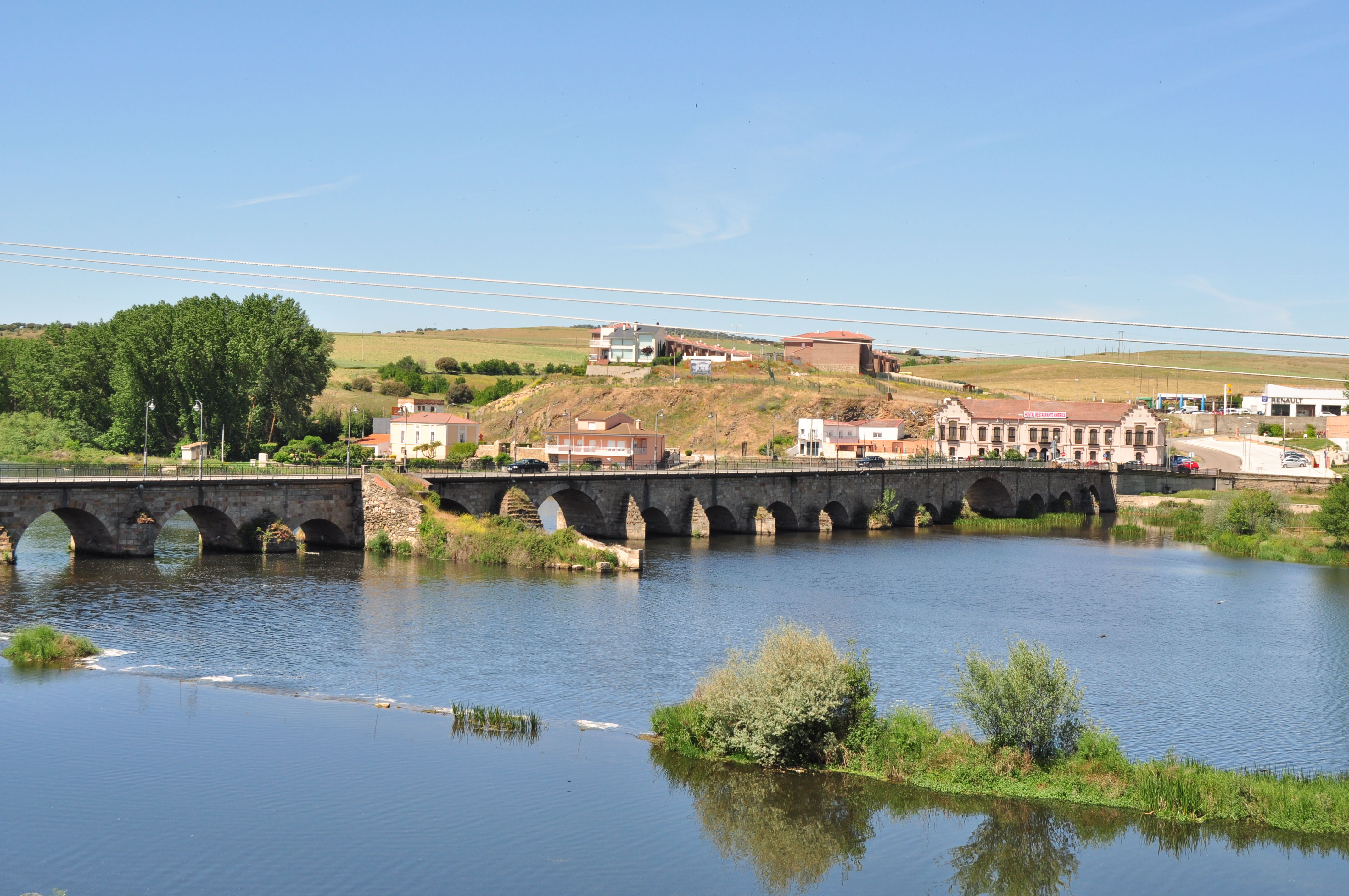
Puente sobre el río Tormes

#### Otros
- Colegio Santa Isabel: En 1951 se consigue la apertura de un pequeño colegio, que sería el origen del actual. En seguida crece el número de alumnos. Digno de mención es el internado de niñas, que desde un principio existió y que fue creciendo considerablemente. Así se favoreció el que chicas de ambiente rural pudieran acceder a estudios superiores.
- Puente sobre el río Tormes: El puente medieval fue construido sobre un puente originario de época romana sobre el que circulaba un ramal de la calzada romana de la Plata que unía Piedrahíta con la capital salmantina, conocido como puente de San Jerónimo.
- Ermita de la virgen de Otero: Escritos de principios del siglo XVII ya citan la existencia de la ermita, anejo de la parroquia de san Andrés de Alba con 18 vecinos.
- Iglesia MM Benedictinas: La portada de la iglesia, trasladada del anterior convento, está compuesta por dos pilastras de orden dórico cajeadas que enmarcan un arco de medio punto y sustentan un entablamento con un friso. En los extremos del friso aparecen dos medallones, un guerrero con yelmo y una dama, dos pizarras labradas con el báculo y la mitra del obispo, y en el centro el busto de San Benito.
- Colegio - Seminario San Jerónimo: A poca distancia de la villa, en la vega del río Tormes, fundó Alfonso VII, en el siglo XII, el monasterio de San Leonardo para los monjes premostratenses, que tras abandonarlo en 1447, a instancias de don Gutierre Álvarez de Toledo —arzobispo de Toledo y señor de la villa de Alba de Tormes— pasó a la orden de los jerónimos. A ello es debido su nombre. En la actualidad en el monasterio se encuentra el colegio seminario San Jerónimo, colegio de los Sacerdotes del Sagrado Corazón de Jesús o padres reparadores.
- Iglesia de Santiago: La iglesia de Santiago fue construida en estilo románico-mudéjar a finales del siglo XI o a lo largo del XII. El Fuero de Alba menciona las reuniones que celebraba el concejo a su puerta porque las casas concejiles lindaban con el templo. Los elementos constructivos más relevantes se concentran en el ábside decorado por tres filas de arquerías ciegas. Esta pequeña iglesia está protegida como Bien de Interés Cultural con categoría de monumento desde 1996.

### Fiestas

#### Santa Águeda
El variado calendario de fiestas y romerías comienza con Santa Águeda el 5 de febrero, día en que las mujeres casadas, Las Águedas salen a la calle a festejar su rebeldía contra el poder simbólico de los hombres. La tradicional fiesta de las Águedas rememora el ofrecimiento de la santa en el siglo III de su virginidad y su vida en la vecina Italia.

#### Fiesta de la Transverberación de Santa Teresa
El 27 de agosto, festividad local que centra sus actos en honor a Santa Teresa celebrando la Transverberación, la gracia espiritual por la que a la Santa, llena de amor divino, experimentó cómo un dardo le atravesaba el corazón. Se conocen también, de forma más simple, como las fiestas de agosto. Entre los actos más destacados están los religiosos con la salida de Clausura de Santa Teresa el día 25 de agosto y su vuelta el día 27. Actos taurinos, dada la gran afición que hay a estos actos, lúdicos, musicales, pirotécnicos, culturales, etc., centran la actividad durante 3 o 4 días intensos de fiestas.

#### Fiestas patronales en honor de Santa Teresa
Su patrona, Santa Teresa, cobra todo el protagonismo y se convierte en alcaldesa desde el 14 de octubre, salida de clausura, hasta el 22, fecha en la que vuelve a entrar hasta el 25 de agosto del siguiente año. Se conocen también, de forma más simple, como las fiestas de octubre. Son unas fiestas muy intensas y arraigadas en la población por su popularidad y participación. Destacar la celebración de días festivos para colectivos, como el día de los niños, día de la tercera edad, día de las peñas, día de la juventud, día de las mozas, día de la mujer y el día del deporte.
Un compendio de actividades de todos los tipos están presentes durante nueve días, destacando las taurinas, musicales, culturales y pirotécnicas. En estas fiestas nunca faltan los toros.

### Artesanía
En el capítulo artesano de la alfarería popular, de arraigada tradición en Alba de Tormes y su entorno, además de la cacharrería y loza producida durante siglos, se ha desarrollado, como pieza endémica de los alfares de esta localidad el vistoso botijo de filigrana. 

### Gastronomía
Las almendras garrapiñadas de Alba de Tormes son muy conocidas en el municipio y en la ciudad; fueron las propias monjas del convento de la Anunciación que empezaron su elaboración. Se trata de almendras que se elabora añadiendo caramelo azucarado sobre ellas, sin hacer falta pelarlas.

## Administración y política

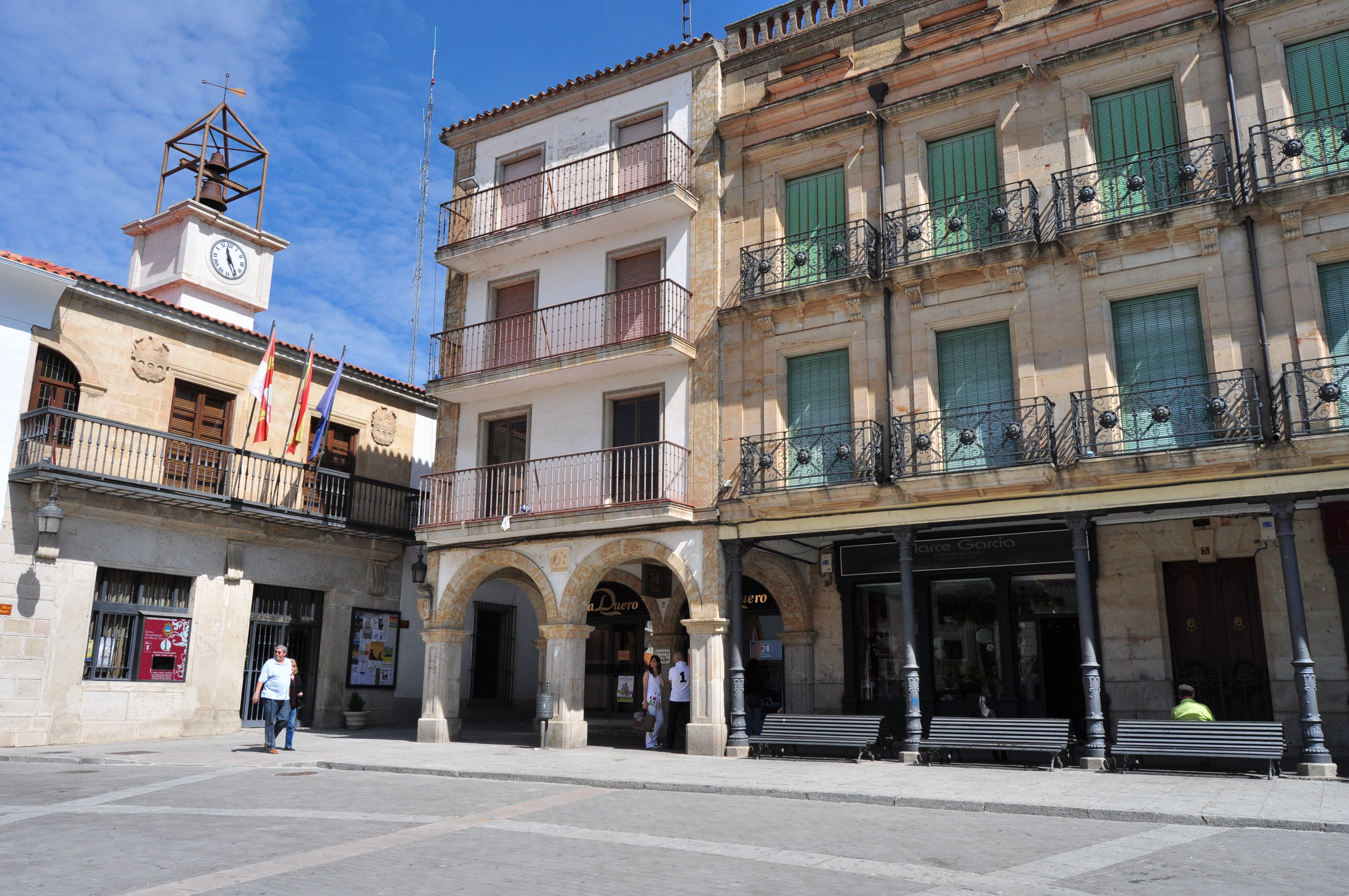
La casa consistorial, sede del Ayuntamiento de Alba de Tormes, en una esquina de la plaza Mayor

### Gobierno municipal
| Periodo   | Nombre                 | Partido | Partido                                  |
| --------- | ---------------------- | ------- | ---------------------------------------- |
| 1979-1983 | Eladio Briñón          |         | Independiente                            |
| 1983-2007 | José Yáñez Rodríguez   |         | Partido Socialista Obrero Español (PSOE) |
| 2007-2015 | Mª Concepción Miguélez |         | Partido Popular (PP)                     |
| 2015-2019 | Jesús Blázquez         |         | Partido Socialista Obrero Español (PSOE) |
| 2019-2023 | Mª Concepción Miguélez |         | Partido Popular (PP)                     |

| Partido político                         | 2019  | 2019  | 2019       | 2015  | 2015  | 2015       | 2011  | 2011  | 2011       | 2007  | 2007  | 2007       | 2003  | 2003  | 2003       |
| Partido político                         | %     | Votos | Concejales | %     | Votos | Concejales | %     | Votos | Concejales | %     | Votos | Concejales | %     | Votos | Concejales |
| Partido Popular (PP)                     | 41,99 | 1358  | 6          | 48,05 | 1502  | 6          | 48,61 | 1709  | 7          | 49,23 | 1665  | 7          | 34,80 | 1118  | 4          |
| Partido Socialista Obrero Español (PSOE) | 38,53 | 1246  | 5          | 49,52 | 1548  | 7          | 44,62 | 1569  | 6          | 44,09 | 1491  | 6          | 62,37 | 2004  | 7          |
| Ciudadanos (CS)                          | 13,45 | 435   | 2          | —     | —     | —          | —     | —     | —          | —     | —     | —          | —     | —     | —          |
| Juntos por Alba (JxA)                    | 4,67  | 151   | 0          | —     | —     | —          | —     | —     | —          | —     | —     | —          | —     | —     | —          |
| Unión Progreso y Democracia (UPyD)       | —     | —     | —          | —     | —     | —          | 4,69  | 165   | 0          | —     | —     | —          | —     | —     | —          |
| Unión del Pueblo Salmantino (UPSa)       | —     | —     | —          | —     | —     | —          | —     | —     | —          | 4,76  | 161   | 0          | 1,15  | 37    | 0          |
| Izquierda Unida (IU)                     | —     | —     | —          | —     | —     | —          | —     | —     | —          | 0,89  | 30    | 0          | —     | —     | —          |

#### Evolución de la deuda viva municipal
El concepto de deuda viva contempla solo las deudas con cajas y bancos relativas a créditos financieros, valores de renta fija y préstamos o créditos transferidos a terceros, excluyéndose, por tanto, la deuda comercial. En 2014, la deuda viva municipal por habitante ascendía a 235,47 €.
| Gráfica de evolución de la deuda viva del Ayuntamiento entre 2008 y 2023                                 |
| |
| Deuda viva del Ayuntamiento de Alba de Tormes, en miles de euros, según datos del Ministerio de Hacienda |

## Servicios

### Piscinas municipales
- Piscina de 25 m x 12,5 m. Profundidad variable de 1,40 a 2,10 m.
- Piscina de 25 m x 12,5 m. Profundidad homogénea de 1,40 m.
- Piscina de 12 m x 8 m. Profundidad homogénea de 1 m.
- Piscina de 4 m x 4 m para chapoteo
- Cafetería con terraza
- Vestuarios caballeros / señoras
- Acceso a la piscina y vestuarios para discapacitados
- Amplias zonas verdes y arboleda
- Biblioteca

Las piscinas están adaptadas a la normativa vigente disponiendo de pediluvios con arcos de ducha y valla perimetral que separa el recinto de baño de la zona de solárium.

### Transporte y comunicaciones

#### Carretera
El núcleo principal del municipio es atravesado por dos carreteras importantes; la CL-510 que une Salamanca con Piedrahíta lo atraviesa en sentido noroeste-sureste y permite comunicar rápidamente con la capital provincial, mientras que la carretera SA-114 que une Fresno Alhándiga con Peñaranda de Bracamonte atraviesa el término en sentido noreste-suroeste y permite la conexión con dos importantes autovías, la autovía de la Cultura en dirección Ávila y Madrid y la autovía Ruta de la Plata que une Gijón con Sevilla. Existen además numerosas carreteras provinciales y locales que unen con el resto de municipios vecinos, en tanto que Alba es el principal centro comercial, de negocios y servicios de la zona, destacando entre ellas la DSA-120 en sentido oeste, pues supone un segundo acceso del municipio a la autovía Ruta de la Plata y la DSA-110 en sentido norte, pues hace lo propio con la autovía de la Cultura.

#### Tren
En cuanto al transporte público se refiere, tras el cierre de la ruta ferroviaria de la Vía de la Plata, que pasaba por el municipio de Alba de Tormes y contaba con estación en el mismo, no existen servicios de tren en el municipio ni en los vecinos, siendo la estación de Salamanca la más cercana que cuenta con servicios regulares. Existe un proyecto de recuperación de la línea ferroviaria, hoy en día transformada en vía verde, si bien en la actualidad está parado.

#### Autobús
Cuenta con una estación de autobuses situada en la avenida de Juan Pablo II, en la zona sur del pueblo, desde donde existen servicios regulares que conectan con Salamanca con varias frecuencias por hora en días laborables que disminuyen en sábados, domingos y festivos. También salen autobuses que comunican con otras localidades y capitales de provincia.

#### Transporte aéreo
El aeropuerto de Salamanca es el más cercano, estando a unos 17 km de distancia. Por otro lado los aeropuertos con servicios regulares nacionales e internacionales más cercanos son el aeropuerto de Valladolid situado a 140 km y el aeropuerto de Madrid-Barajas que se encuentra a 210 km.